# Carex chalciolepis
Espèce
Classification phylogénétique

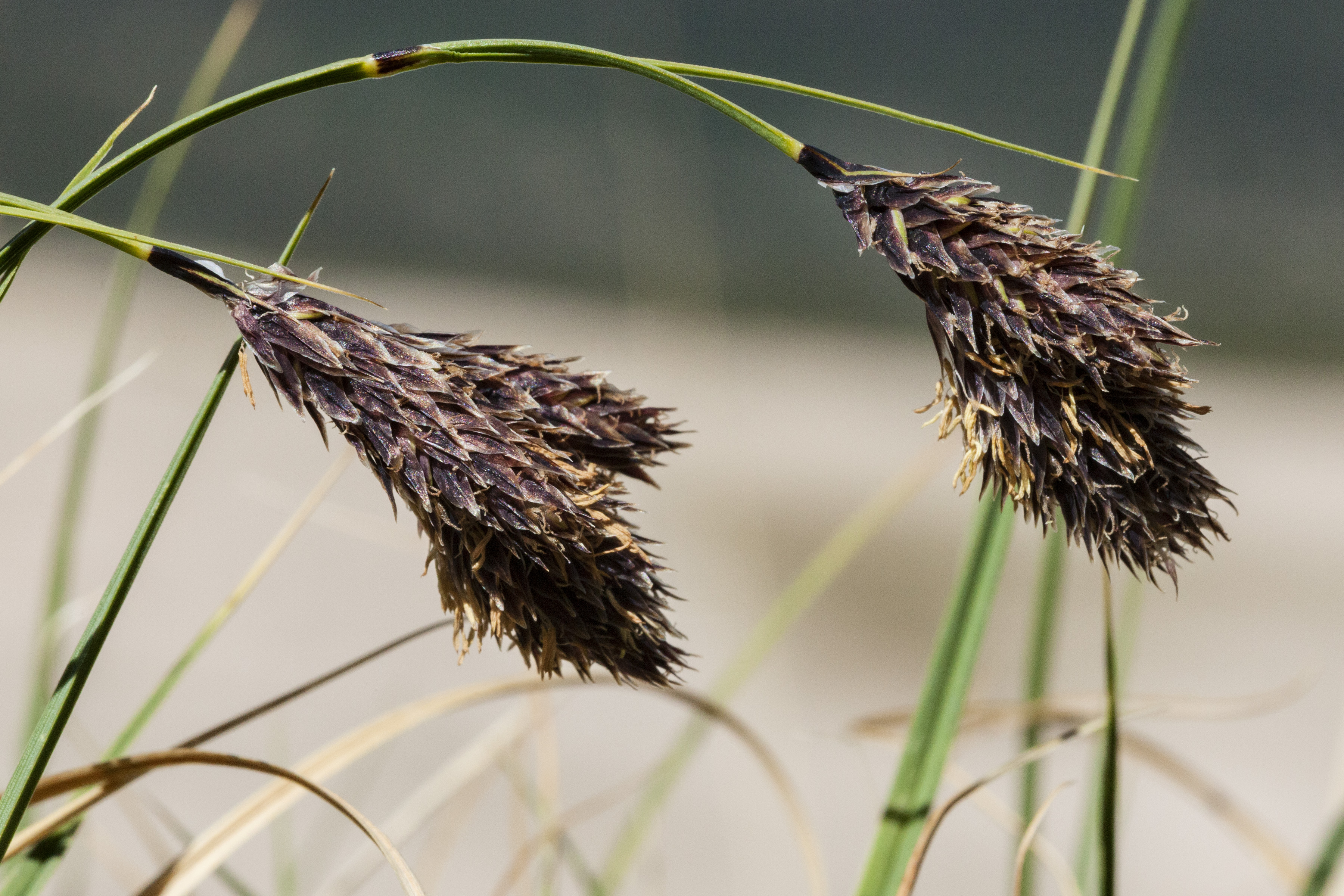
photo de Carex chalciolepis

Carex chalciolepis est une espèce des plantes du genre Carex et de la famille des Cyperaceae.